# Afriski
Afriski è l'unica stazione sciistica del Lesotho, situata a 3.050 metri sul livello del mare (poco sotto il colle Pahlasela, a 3.222 metri), nei monti Maloti, ed è vicina al confine col Sudafrica. È uno dei due resort sciistici dell'Africa meridionale. Si trova a 4,5 ore di auto da Johannesburg o da Pretoria, tramite la ripida strada che passa per il colle Moteng e il colle Mahlasela; è raggiungibile dall'autostrada A1 e può ospitare circa 320 persone. Offre 1 km di discesa, piste per principianti e opera durante i mesi invernali, da giugno ad agosto, ma anche durante quelli estivi offrendo diverse attività, tra cui mountain bike, percorsi per Enduro, paintball, passeggiate e corse.